# Hosťovce (district de Zlaté Moravce)
Pour les articles homonymes, voir Hosťovce.
Hosťovce (allemand : Hostowitz, hongrois : Gesztőd) est un village de Slovaquie situé dans la région de Nitra.

## Histoire
Première mention écrite du village en 1209.

## Démographie

### Évolution de la population
| Année:               | 1994. | 2004.   | 2014.   | 2024.   |
| -------------------- | ----- | ------- | ------- | ------- |
| Nombre de personnes: | 758   | 759     | 757     | 719     |
| Différence:          |       | +0,13 % | -0,26 % | -5,01 % |

| Année:               | 2023. | 2024.   |
| -------------------- | ----- | ------- |
| Nombre de personnes: | 733   | 719     |
| Différence:          |       | -1,90 % |